# ミニョコン
ミニョコン（Minhocão）またはミニョーサオは、中南米に出現するとされる未確認動物。

## 概要

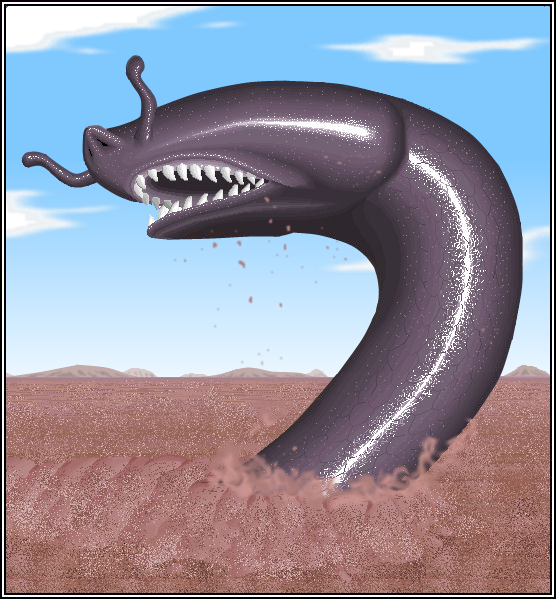
ミニョコンの想像図

ミニョコンは巨大なミミズに似た外見をしているとされる ほか、単に大きなヘビや鰭を有した魚であるとする証言もある。
大きさは報告によって異なり、全長46メートル幅4.6メートル、または全長9-12メートル幅1.8メートルといわれる。
山口敏太郎は大きさが誇張されている可能性があるとして、5-10メートル程度ではないかとしている。
ミミズと異なり顕著な口を持つ。豚のような鼻をしていたという報告や、2本の角を有していたという報告もある。
体表は骨質の鎧または鱗、板状の構造に覆われている。
ミニョコンは水中の生物で、湖に生息するとされる。陸上活動も可能とされ、樹木を倒し地面に深い溝を残すことがあるとされるが、陸でも湿った環境を好む。
食性は肉食とされ、水面に姿を現すことなく、動物の腹をつかんで水中に引き込んでしまうという。
未確認生物学者のカール・シューカーは、ペルーに出現するサチャママ（Sachamama）という未確認動物との関連を示唆した。

## 目撃と報告
1847年、オーギュスタン・サンティレールがアメリカン・ジャーナル・オブ・サイエンスに論文を掲載した。サンティレールは、論文中でミニョコンが家畜を水中に引き摺り込んだ例を複数挙げた。彼はミニョコンをミナミアメリカハイギョ を大きくしたような生物として想像した。
1849年、パラグアイのテルマス・デル・アラピー付近でレビノ・ホセ・ドス・サントスがミニョコンが岩の隙間に挟まって死んだという話を聞く。ミニョコンは松の樹皮のような厚い皮膚を持ち、アルマジロのような鱗があった。同年、ブラジルのパパガイオス川付近で、雨上がりの晩、晴れているにもかかわらず雨のような音が聞こえた。翌朝、土地が沈み込み深い溝が残されていたという。1852年の段階でも溝はまだ残っており、この年に行われた調査によって、幅約1.8メートルと約3メートルの2匹の生物によって作られたと結論づけられた。
1863年、ニカラグアのラ・クチージャにシエルペ（sierpe、蛇の意）が棲みついた。これによって丘の麓に土の塚が現れたという。
1864年、ブラジルのカシャロス川付近に住むアントニオ・ホセ・ブランコが8日ぶりに家に戻ったところ、付近の道路が破壊され、土の山が築かれていた。幅約3メートルの溝が沼に向かって続いており、この影響で小川の流れが変わり松の木が倒されていた。この痕跡は1877年の段階でも見ることができた。
1868年、ニカラグアのラ・クチージャでパウリノ・モンテネグロが現地の住民から大蛇の話を聞き、その存在を確信させる巨大生物の痕跡を確認した。二つの痕跡があったが、そのどちらも沼に続いていた。モンテネグロはこの痕跡を残したのは全長約12メートル・全高約3メートル・幅1.5メートルで鱗を持つ生物と推測した。
1878年、フリッツ・ミューラーがZoologische Garten誌に詳細なミニョコンの報告を掲載した。
同年、ロンドンでミューラーが死んだミニョコンの標本をヨーロッパに輸送しようとしているという報道がされた。
1899年、キューバに駐留していたアメリカ兵士が仲間から聞いた話として、東部の水辺に「幅3フィートで鱗状の体表と豚のような鼻を持つ生物」がいると報告。キューバからは他にミニョコンの報告は知られていないので、デマである可能性がある。同年、アルゼンチンの政府関係者がブラジルとの国境にあるウルグアイ川上流に出現するミオカオ（mio-cao）という水陸両生の両生類の怪物を報告した。

## 正体
外見はミミズに似ているが、ミミズとは異なる特徴が報告されていることから、正体はミミズではない生物だと考えられている。
前述した通り、サンティレールは当初巨大なミナミアメリカハイギョと推測した。ミューラーもミナミアメリカハイギョである可能性を示唆したが、ミューラーはこれに加えて肺魚ケラトドゥスである可能性を同時に示した。　
ネイチャーのミニョコン記事の著者は絶滅した大型アルマジロの一種ではないかとしたが、この説はミニョコンの報告された容姿と類似していないため有力とはいえないとされる。
山口敏太郎は大きく成長したミミズトカゲである可能性を示唆した。
カール・シューカーは、既知の種よりはるかに大きいが、アシナシイモリならば形態・行動ともにミニョコンと一致すると指摘した。